# Paracentropogon zonatus
Paracentropogon zonatus är en fiskart som först beskrevs av Weber, 1913.  Paracentropogon zonatus ingår i släktet Paracentropogon och familjen Tetrarogidae. Inga underarter finns listade i Catalogue of Life.